# Quod idola dii non sint
Quod idola dii non sint è una polemica contro il politeismo, in cui l'autore passa in rassegna le opere degli apologisti, soprattutto di Tertulliano e Minucio Felice, seguendo la dottrina di Evemero riguardo all'origine degli dei.
Attribuita a Tascio Cecilio Cipriano, l'opera non è elencata nelle liste antiche ma era conosciuta sia da Sofronio Eusebio Girolamo che da Agostino d'Ippona; tuttavia diversi studiosi lo classificano come uno scritto pseudociprianeo.